# 킴벌리 퀸
킴벌리 퀸(Kimberly Quinn)은 미국의 배우, 영화 제작자, 각본가이다.

## 출연 작품

### 영화
- I Want Candy (2010) - 단편
- A Little Game (2014) - 로라 역
- 세인트 빈센트 (2014) - 앤 역
- 히든 피겨스 (2016) - 루스 역
- 엘카미노 크리스마스 (2017)

### 텔레비전
- 콜드 케이스 (2004)
- 하우스 (2006-07)
- 두 남자와 1/2 (2007-08) - 도나 역
- CSI: 뉴욕 (2008)
- 트위스티드 (2013-14)
- 그레이 아나토미 (2016)
- 집시 (2017)